# 下野国
下野国（しもつけのくに）は、かつて日本の地方行政区分だった令制国の一つ。東山道に属し、現在の栃木県にあたる。

## 「下野」の由来と読み
毛野地域の変遷
| 4世紀頃?        | 4世紀頃?        | 4世紀頃?        | 4世紀頃?        | 4世紀頃?        | 4世紀頃?        | 毛野     | 毛野     | 毛野     | 毛野     | 毛野     | 毛野     |        |        |          |          |          |          |          |          |      |      |        |        |        |        |        |        |  |  |  |  |  |  |  |  |  |  |  |  |  |  |  |  |
| 4世紀頃?        | 4世紀頃?        | 4世紀頃?        | 4世紀頃?        | 4世紀頃?        | 4世紀頃?        | 毛野     | 毛野     | 毛野     | 毛野     | 毛野     | 毛野     |        |        |          |          |          |          |          |          |      |      |        |        |        |        |        |        |  |  |  |  |  |  |  |  |  |  |  |  |  |  |  |  |
|                 |                 |                 |                 |                 |                 |          |          |          |          |          |          |        |        |          |          |          |          |          |          |      |      |        |        |        |        |        |        |  |  |  |  |  |  |  |  |  |  |  |  |  |  |  |  |
| 5世紀末頃?      | 5世紀末頃?      | 5世紀末頃?      | 5世紀末頃?      | 5世紀末頃?      | 5世紀末頃?      | 上毛野   | 上毛野   | 上毛野   | 上毛野   | 上毛野   | 上毛野   | 下毛野 | 下毛野 | 下毛野   | 下毛野   | 下毛野   | 下毛野   | 那須     | 那須     | 那須 | 那須 | 那須   | 那須   |        |        |        |        |  |  |  |  |  |  |  |  |  |  |  |  |  |  |  |  |
| 5世紀末頃?      | 5世紀末頃?      | 5世紀末頃?      | 5世紀末頃?      | 5世紀末頃?      | 5世紀末頃?      | 上毛野   | 上毛野   | 上毛野   | 上毛野   | 上毛野   | 上毛野   | 下毛野 | 下毛野 | 下毛野   | 下毛野   | 下毛野   | 下毛野   | 那須     | 那須     | 那須 | 那須 | 那須   | 那須   |        |        |        |        |  |  |  |  |  |  |  |  |  |  |  |  |  |  |  |  |
|                 |                 |                 |                 |                 |                 |          |          |          |          |          |          |        |        |          |          |          |          |          |          |      |      |        |        |        |        |        |        |  |  |  |  |  |  |  |  |  |  |  |  |  |  |  |  |
| 7世紀末         | 7世紀末         | 7世紀末         | 7世紀末         | 7世紀末         | 7世紀末         | 上毛野国 | 上毛野国 | 上毛野国 | 上毛野国 | 上毛野国 | 上毛野国 |        |        | 下毛野国 | 下毛野国 | 下毛野国 | 下毛野国 | 下毛野国 | 下毛野国 |      |      |        |        |        |        |        |        |  |  |  |  |  |  |  |  |  |  |  |  |  |  |  |  |
| 7世紀末         | 7世紀末         | 7世紀末         | 7世紀末         | 7世紀末         | 7世紀末         | 上毛野国 | 上毛野国 | 上毛野国 | 上毛野国 | 上毛野国 | 上毛野国 |        |        | 下毛野国 | 下毛野国 | 下毛野国 | 下毛野国 | 下毛野国 | 下毛野国 |      |      |        |        |        |        |        |        |  |  |  |  |  |  |  |  |  |  |  |  |  |  |  |  |
| 8世紀初頭       | 8世紀初頭       | 8世紀初頭       | 8世紀初頭       | 8世紀初頭       | 8世紀初頭       | 上野国   | 上野国   | 上野国   | 上野国   | 上野国   | 上野国   |        |        | 下野国   | 下野国   | 下野国   | 下野国   | 下野国   | 下野国   |      |      |        |        |        |        |        |        |  |  |  |  |  |  |  |  |  |  |  |  |  |  |  |  |
| 8世紀初頭       | 8世紀初頭       | 8世紀初頭       | 8世紀初頭       | 8世紀初頭       | 8世紀初頭       | 上野国   | 上野国   | 上野国   | 上野国   | 上野国   | 上野国   |        |        | 下野国   | 下野国   | 下野国   | 下野国   | 下野国   | 下野国   |      |      |        |        |        |        |        |        |  |  |  |  |  |  |  |  |  |  |  |  |  |  |  |  |
|                 |                 |                 |                 |                 |                 |          |          |          |          |          |          |        |        |          |          |          |          |          |          |      |      |        |        |        |        |        |        |  |  |  |  |  |  |  |  |  |  |  |  |  |  |  |  |
|                 |                 |                 |                 |                 |                 | ↓        | ↓        | ↓        | ↓        | ↓        | ↓        |        |        | ↓        | ↓        | ↓        | ↓        | ↓        | ↓        |      |      |        |        |        |        |        |        |  |  |  |  |  |  |  |  |  |  |  |  |  |  |  |  |
| 現在の 都道府県 | 現在の 都道府県 | 現在の 都道府県 | 現在の 都道府県 | 現在の 都道府県 | 現在の 都道府県 | ↓        | ↓        | ↓        | ↓        | ↓        | ↓        | 群馬県 | 群馬県 | 群馬県   | 群馬県   | 群馬県   | 群馬県   | ↓        | ↓        |      |      | 栃木県 | 栃木県 | 栃木県 | 栃木県 | 栃木県 | 栃木県 |  |  |  |  |  |  |  |  |  |  |  |  |  |  |  |  |

古代関東には「毛野（けの/けぬ）」および「那須（なす）」と呼ばれる政治勢力が存在し、前者が上下に二分されて「上毛野（かみつけの/かみつけぬ）」・「下毛野（しもつけの/しもつけぬ）」となったといわれる。毛野の起こりについては、『常陸国風土記』によると筑波はもともと紀の国であるといい、この紀の国と毛野が同一かは不詳だが、「毛野河」は筑波西部の郡の境界とある。また『続日本紀』では毛野川は古くから常陸国と下総国の境界であると記されているなど、毛野と毛野川（現在の鬼怒川）の深い関わりがうかがわれる。『上野名跡志』では下野国河内郡衣川郷が毛野という国名の由来と推察されている。
国名の上下については、上総国と下総国などと同様、一国を「上」と「下」に二分したものとされるが、備・越・筑・豊・肥などのように前後（または前中後）に分けられた国との違いは不詳である。またこの分裂は史書に無く詳細は不明で、古くより議論がある（「毛野#毛野の分裂」を参照）。
『大宝律令』の制定にあたっては、下毛野の領域に那須の領域（栃木県北東部）を合わせ、「下毛野国（しもつけののくに/しもつけのくに）」として上毛野国とともに令制国の1つに定められたとされる（那須統合の時期は明らかとなっていない）。その後、下毛野国・上毛野国の国名は「下野国」・「上野国」に改名された。この際、「毛」の字は消えたものの「しもつけのくに」として、読みにその名残をとどめている。
「下野」の初見は『日本書紀』天武天皇5年（676年）5月条である。また、藤原宮跡出土木簡には大宝3年（703年）に「下毛野国」の記載があり、律令制施行後の初見である。

## 沿革

### 下毛野君と下毛野一族
六国史（記紀）日本書紀によると、下野国の国造である下毛野君は紀元前50年（崇神天皇48年）に崇神天皇の命により東国を統治した豊城入彦命の子孫とされる。684年（天武天皇13年）に朝臣の姓を受けた下毛野君は、大宝律令編纂の中心人物のひとりで参議に列せられ直広肆・兵部卿・式部卿・造山陵司・大将軍を歴任した下毛野古麻呂を輩出したほか、征夷副将軍下毛野石代・遠江守下毛野多具比・外衛少将下毛野足麻呂・下野守下毛野根麻呂・備中介下毛野年継・信濃介下毛野文継などが中央政庁でも活躍した。その一方で、越前国や陸奥国、下野国の住人とされる吉弥侯根麻呂・吉弥侯部廣國・吉弥侯部念丸・大麻続部総持・大麻続部嗣吉等に下毛野公・下毛野静戸公・下毛野俯見公などの姓が授けられ、さらにこうした下毛野公の中にも下毛野公田主のように朝臣姓が賜姓される人物が出現している。その後、下毛野氏は歴史の表舞台からは遠ざかるが、一説に金太郎のモデルとされる下毛野公時は、藤原道長の随身として仕えている。

### 下野薬師寺
下野薬師寺は奈良時代初期に天武天皇が建立した官寺であり、当時の七大寺に数えられた寺院のひとつである。・良時代天平期に定められた諸寺墾田地限では下野薬師寺の墾田は500町とされ、奈良の大和国分金光明寺・元興寺・大安寺・薬師寺、興福寺・法華寺・弘福寺・法隆寺・新薬師寺・建興寺、河内の四天王寺、近江の崇福寺、筑紫の観世音寺と並び、中央政庁に管理されていた。また平安時代中期の874年（貞観16年）、平安京紫宸殿で60人の僧により3日にわたって行われた大般若経の転読会に際しては、金字仁王経71部が五畿七道各国に一部ずつ配置されるなか、大宰府観世音寺、豊前国弥勒寺とならび下野薬師寺にもそのうちの一部が配置されるなど、平安時代においても当寺が鎮護国家政策の一環として官寺の位置付けにあったことが覗われる。
下野薬師寺は、8世紀後半の政争に巻き込まれた高僧の配流地としても著名であり、754年（天平勝宝6年末）には奈良薬師寺の僧行信と宇佐神宮主神の大神多麿呂らが、また770年（宝亀元年）には孝謙上皇（後の称徳天皇（高野天皇））の寵愛を受け法王の称号と太政大臣の官職を歴任した弓削道鏡が、下野薬師寺に遣わされている。道鏡は造下野薬師寺別当のまま下野国で没し、庶民の格付けで葬られた。

### 奈良時代から平安時代中期の国勢
延喜式が編纂された平安時代中期、延喜5年（905年）時点の下野国の格式は上国、遠国であるが、六国史（記紀）日本三代実録には准大国、準大国とある。国の格式に準じて国司が配置され時勢に応じて増員されたが、下野国では奈良時代に目（大目1、少目1）、平安期には掾（大掾1、少掾1）の増員が令されている。

### 六国史に見る下野国
六国史（記紀）には古代から平安時代中期にかけての歴史が記されている。下野国下では以下のような出来事があった。
- 紀元前50年（崇神天皇48年）4月19日 - 崇神天皇が豊城入彦命に東国を治めるよう命令する。この豊城入彦命が下毛野君の始祖となった。〔日本書紀〕
- 676年（天武天皇5年）5月7日 - 下野国司は以下のように奏上した。「所部の百姓が凶年に遭い、飢えのため子を売ろうとしています。」しかし、朝廷はこれに取り合わなかった。〔日本書紀〕
- 684年（天武天皇13年）11月1日 - 下毛野君ほか52氏が朝臣の姓を賜る。〔日本書紀〕
- 687年（持統天皇元年）3月22日 - 帰化した14人の新羅人が下毛野国に居し、賦田を受けて扶持とし、安んじて生業させた。〔日本書紀〕
- 689年（持統天皇3年）10月22日 - 直広肆の下毛野古麻呂が奴婢600人の解放を奏上し、許可される。〔日本書紀〕
- 698年（文武天皇2年）7月17日 - 下野国と備前国が赤烏を献上する。〔続日本紀〕
- 699年（文武天皇3年）3月4日 - 下野国が雌黄を献上する。〔続日本紀〕
- 713年（和銅6年）5月11日 - 下野国ほか相模・常陸・上野・武蔵が輸調するのは元来麻布であるが、今後は絁も併せて輸調するよう命じられる。〔続日本紀〕
- 714年（和銅7年）
  - 1月25日 - 下野国ほか相模、常陸、上野、武蔵が輸布調を始め、輸布したい者にはこれを許可することとする。〔続日本紀〕
  - 10月1日 - 下野国ほか美濃、武蔵、伯耆、播磨、伊予の6国で大風による被害があり、この年の租調が免じられる。〔続日本紀〕
- 715年（霊亀元年）5月30日 - 下野国ほか相模、上総、常陸、上野、武蔵6国の富民1,000戸を陸奥国に移住させる。〔続日本紀〕
- 716年（霊亀2年）5月16日 - 下野国ほか駿河、甲斐、相模、上総、下総、常陸7国の高麗人1,799人を武蔵国に移し、高麗郡を置く。〔続日本紀〕
- 719年（養老3年）7月13日 - 按察使が新設され、下野国ほか相模、上野の3国は正四位下武蔵国守多治比縣守の管轄下に置かれる。〔続日本紀〕
- 737年（天平9年）4月14日 - 持節大使藤原麻呂から朝廷に報告があった。「陸奥国多賀柵に無事到着し、鎮守府将軍大野東人等と協議し、下野国などの騎兵1,000人を動員して山道および海道を開き、これに畏怖の念を抱いた蝦夷の民衆を懐柔策をもって鎮め、陸奥・出羽各地（玉造柵、新田柵、牡鹿柵、色麻柵、大室駅）まで進み道路整備を行った。今、出羽比羅保許山に駐屯しているが、この先雄勝まで東人は武力制圧すると言っているが、麻呂の考えとしては蝦夷を帰順させて平章したいが、何れとするか勅令を賜りたい。」〔続日本紀〕
- 749年（天平勝宝元年）7月13日 - 諸寺墾田地限が定められ、下野薬師寺は奈良の法隆寺や四天王寺、崇福寺、新薬師寺、建興寺、筑紫の観世音寺などと並んで500町とされた。なお、国分金光明寺は4,000町、大安寺、薬師寺、興福寺、法華寺、諸国分金光明寺は寺毎に1,000町、諸国法華寺は寺毎に400町、定額寺は各寺100町とされている。〔続日本紀〕
- 754年（天平勝宝6年）11月24日 - 薬師寺の僧である行信と宇佐神宮の主神である大神多麻呂が呪詛をしたとして下野薬師寺に配流される。〔続日本紀〕
- 759年（天平宝字3年）9月27日 - 下野国ほか坂東8国と北陸道4国の浪人2,000人を雄勝城の柵戸とする。また、下野国ほか坂東7国より送られた軍士の武器が雄勝城および桃生城に貯蔵される。〔続日本紀〕
- 761年（天平字宝5年）11月17日 - 藤原恵美朝臣朝狩が東海道節度使となり、下野国も遠江、駿河、伊豆、相模、武蔵等とともにその所管地域となる。船152隻、兵士15,700人、子弟78人、漕ぎ手7,520人を用いる。うち2,400人は肥前国から、200人は対馬国から徴発する。〔続日本紀〕
- 764年（天平神護元年）
  - 2月15日 - 下野国ほか伊予、隠岐等が飢饉となったのでこれを救う。〔続日本紀〕
  - 3月4日 - 下野国ほか上野、三河、常陸、下総の5国で旱魃となったため、この年の調庸が10分の7から8程度となる。〔続日本紀〕
- 767年（神護景雲元年）6月5日 - 東山道巡察使の淡海三船は聡明だが自らの栄達を願い国司等の検察評価を厳しく報告した。下野国司等は不正を行っていたが、三船は前介の弓削薩摩の罪として薩摩を不当に職務に就かせなかった。これにより三船は現職から解任された。昨今、人を検め裁く者が法の文言に拘泥し正しい道理をもって判決していない。これは官吏の道に沿うものではない。今後このようなことがある場合は法をもって裁くこととする。〔続日本紀〕
- 770年（宝亀元年）8月21日 - 称徳天皇の崩御に伴い、宇佐八幡宮神託事件に連座した道鏡が造下野薬師寺別当として下野国に下向する。〔続日本紀〕
- 771年（宝亀2年）10月27日 - 武蔵国は元来山道に属し、（使節は）直に下野国足利驛に至るところを枉げて上野国邑楽郡から5驛を経て武蔵国に至り、これを返して下野国に向かうため疲労が大きくなる。武蔵国は海道も兼ね東海道は相模国府から4驛にて下総国府に至っており（使節の）往来に便利である。よって、武蔵国を東山道から東海道に改めれば、取れば公（使節）私にわたり便利で人馬も休養できる、と奏上され光仁天皇はこれを許可した。これにより武蔵国は東海道に転属された。〔続日本紀〕
- 772年（宝亀3年）
  - 4月7日 - 下野国が造薬師寺別当の道鏡が亡くなったことを光仁天皇に伝える。庶人の格式にて葬られた。〔続日本紀〕
  - 10月11日 - 下野国が奏上した。「管内の百姓が陸奥国に逃亡すると、陸奥国は太政官符をもって受け入れています。姦偽の輩は争って課役を避け陸奥国に逃れたものは870人になります。下野国司はこれを禁じていますが止めることが出来ません。使者を遣わして確認させましたが、陸奥国は蝦夷寄りで民情が険悪であり、これを囲って相いに隠し合うため見出すことができません。」太政判官は判定した。「陸奥国司は下野国使とともに検めて、本の郷に還させること。」〔続日本紀〕
- 773年（宝亀4年）2月6日 - 下野国で火災があり、正倉14宇、穀糒23,400斛が焼失した。〔続日本紀〕
- 775年（宝亀6年）
  - 3月2日 - 下野国ほか22国に初めて少掾、大目、少目計46人が配置された。〔続日本紀〕
  - 7月16日 - 下野国が、都賀郡の黒鼠数百匹が草木の根を数十里に亘って食べてしまった、と言上する。〔続日本紀〕
  - 10月13日 - 出羽国が蝦夷対策で国府を遷すため兵996人を派遣するよう言上したため、下野国ほか相模、武蔵、上野の4国の兵士が遣わされた。〔続日本紀〕
- 776年（宝亀7年）5月2日 - 出羽国志波村で賊が反逆したため応戦したが官軍が不利となり、下野国ほか下総、常陸等から発した国騎兵がこれを征伐した。〔続日本紀〕
- 777年（宝亀8年）5月25日 - 下野国ほか相模、武蔵、下総、越後に鎧200領を出羽国鎮所に送るよう依頼が出た。〔続日本紀〕
- 782年（延暦元年）5月3日 - 下野国安蘇郡主帳の外正六位下若麻続部牛養が軍粮を献じて外従五位下を授かる。〔続日本紀〕
- 789年（延暦8年）7月25日 - 下野、美作の両国が飢饉となったため、救済した。〔続日本紀〕
- 796年（延暦15年）11月21日 - 下野国ほか相模、武蔵、上総、常陸、上野、出羽、越後等の国民9,000人が陸奥国伊治城に遷置される。〔日本後紀〕
- 798年（延暦17年）6月21日 - 下野国ほか相模、武蔵、常陸、上野、出雲等に対し以下のように勅される。「帰降する夷俘には仁徳を施し、慈しみ恵んだので、命令することなく帰降を望むようになり、毎年服・禄・物を与えるので、その資粮が絶しかねない。また慈しみ恵むあまり、事は時節の饗賜の類にまで及んで、国司達はこれを命ずることが横行している。時節の饗賜は自所内で収め、先ずは申し出て、その後で実行するように。」〔類聚国史〕
- 802年（延暦21年）
  - 1月11日 - 下野国ほか駿河、甲斐、相模、武蔵、上総、下総、常陸、信濃、上野等の浪人4,000人が陸奥国胆沢城に配された。〔類聚国史、日本紀略〕
  - 9月3日 - 下野国ほか全31国で田が損害を被ったため、租税徴調が免除された。〔類聚国史〕
- 818年（弘仁9年）7月 - 下野国（ほか相模、武蔵、常陸、下総、上野等）で地震が起きる。数里に亘って山が崩れ谷が埋まり、多数の百姓が圧死した。〔類聚国史〕
- 823年（弘仁14年）3月19日 - 吉弥侯部道足女（下野国芳賀郡の人）が、村民の手本としてその行いが称えられ、少初位上の位階を授かり、田祖が終身免除された。〔類聚国史〕
- 824年（天長元年）11月14日 - 下野国人の三村部吉成女が、旌節の行いにより終身の田祖が免除された。〔類聚国史〕
- 831年（天長8年）5月23日 - 下野国の田地の400町5段を勅旨田とした。〔類聚国史〕
- 835年（承和2年）2月23日 - 下野国武茂神が従五位下を奉授する。〔続日本後紀〕
- 836年（承和3年）12月25日 - 下野国従五位上勲四等二荒神が正五位下を奉授する。〔続日本後紀〕
- 838年（承和5年）9月6日 - 下野国那須郡三和神が官社を受託する。〔続日本後紀〕
- 841年（承和8年）4月15日 - 下野国正五位下勲四等二荒神が正五位上を奉授する。〔続日本後紀〕
- 848年（嘉祥元年）8月28日 - 下野国正五位上勲四等二荒神が従四位下を奉授する。〔続日本後紀〕
- 857年（天安元年）11月17日 - 下野国従三位勲四等二荒神に封戸1戸が充てられる。〔日本文徳天皇実録〕
- 858年（天安2年）4月15日 - 下野国に大掾少掾各1名計2名をおくこととなる。〔日本文徳天皇実録〕
- 859年（貞観元年）
  - 1月27日 - 下野国従三位勲四等二荒神が正三位に進階する。〔日本三代実録〕
  - 4月7日 - 下野国で大風の被害が出たのでこれを救済した。〔日本三代実録〕
- 860年（貞観2年）9月19日 - 下野国正三位勲四等二荒神社に始めて神主を置く。〔日本三代実録〕
- 863年（貞観5年）
  - 5月2日 - 下野国が准大国に制定される。〔日本三代実録〕
  - 10月7日 - 下野国従五位上勲五等温泉神が従四位下を奉授する。〔日本三代実録〕
- 865年（貞観7年）12月21日 - 下野国正三位勲四等二荒神が従二位を奉授する。〔日本三代実録〕
- 869年（貞観11年）2月28日 - 下野国従二位勲四等二荒神が正二位に進階する。また、従四位下勲五等温泉神が従四位上を奉授する。〔日本三代実録〕
- 874年（貞観16年）閏4月25日 - この日より3日間、60名の僧が平安京紫宸殿において大般若経の伝読を行い、金字仁王経71部を五畿七道各国に1部ずつ安置する。また下野薬師寺、大宰府観世音寺、豊前国弥勒寺（宇佐神宮の神宮寺）に各1部を別途配置する。〔日本三代実録〕
- 875年（貞観17年）
  - 5月10日 - 下総国の俘囚が反乱を起こし官庁や寺社を焼き払い良民を殺戮したと、下総国司甘楽麻呂が奏言してきた。このため、下野国ほか武蔵、上総、常陸等に各300人の兵の発動命令が出された。〔日本三代実録〕
  - 6月19日 - 下野国が（下総国に出兵し、）反乱した俘囚89人を殺害または捕獲したと言上する。〔日本三代実録〕
  - 7月5日 - 下野国が（下総国に出兵し、）賊徒27人を討殺し4人が投降して来たと言上する。〔日本三代実録〕
- 875年（貞観17年）12月27日 - 下野国従五位下伊門神が従五位上を奉授する。〔日本三代実録〕
- 878年（元慶2年）
  - 4月28日 - 元慶の乱に対し下野および上野両国から1,000ずつの兵が徴発される。〔日本三代実録〕
  - 9月16日 - 下野国賀蘇山神が従五位下を賜る。〔日本三代実録〕
- 879年（元慶3年）
  - 3月9日 - 下野国正六位上綾都比神が従五位下を奉授する。〔日本三代実録〕
  - 6月26日 - 元慶の乱が鎮圧されたため軍が解かれ、官軍として従軍していた下野国前権少掾従七位下雀部茂世、権医師大初位下下毛野御安が他国の軍士とともに国許へ帰還したと奏言された。〔日本三代実録〕
- 880年（元慶4年）8月29日 - 下野国従五位下三和神が正五位上を奉授する。〔日本三代実録〕
- 881年（元慶5年）5月2日 - 下野国を準大国とする。〔日本三代実録〕
- 882年（元慶6年）12月13日 - 下野国が連理樹が獲れた事を言上した。〔日本紀略〕
- 885年（仁和元年）2月10日 - 下野国正五位上三和神が従四位下を奉授する。〔日本三代実録〕

### 平安時代中期から中世の下野国
天慶年間に平将門を討伐して下野守となった藤原秀郷は押領使を兼任し、子は都賀郡の小山城に居した。第12代小山朝政は下野国の大族である宇都宮朝綱、那須宗隆とともに源頼朝に従軍して功を挙げ、那須宗隆は那須一郡を賜り、宇都宮朝綱の子孫は宇都宮に居し小山氏と入れ代わりで下野守に任ぜられ、紀清両党はその傘下に隷属した。小山朝政の弟である宗政は長沼（芳賀郡）に城を置き、子孫はここに居して長沼氏を称した。源義家の孫である義康は足利郡で生計を立て、8代足利尊氏に至る。元弘の乱の末期、尊氏は兵を率いて西上し、官軍に降って京師を復した。宇都宮朝綱の8代の孫である公綱は、建武中、勤王方で働いて下野国守護を賜わった。既に公綱の子である氏綱は足利氏に付き、小山朝郷〈朝政より8代目〉は独り官軍に属して、次々代の義政〈朝郷の甥〉に至るまで宇都宮氏と接戦すること数回、弘和2年、足利氏満の軍と戦って敗死し、足利氏は結城基光の次男である泰朝に小山氏の名跡を継がせた（祇園城に居し、天正の末期に絶えた）後、小山、宇都宮、長沼、那須、及び下総の結城氏は八館に列された。足利成氏は両上杉氏と互いに鬩ぎ合い、長沼成宗は成氏を援けて敗れ出奔した。宇都宮氏は独り兵が威けており非常に強く、終いに下野国の州主と称し、壬生、泉、山田などの諸族が皆、宇都宮氏に帰属した。宇都宮氏の中興の祖であり17代当主である宇都宮成綱は、後北条氏での北条早雲のような戦国時代を生き抜くための革新的な思想、戦略的野望を抱いていた英主だといわれており、成綱の優れた才能によって家臣団を再編し、古河公方の内紛に介入したり、佐竹氏・岩城氏・蘆名氏などと戦い宇都宮氏の勢力を大きく拡大し、全盛期を築き上げた。
しかし、成綱が没した後は、家臣らとの対立が激しくなり、宇都宮氏は大きく衰退していくことになる。さらに天文年間、（那須郡烏山城に居していた）那須氏と戦って大敗し、諸族は皆那須氏に帰属してしまう。また北条氏が下野国南境を攻略し、宇都宮氏は衰退した。豊臣氏の東征では那須氏の地を収め那須家臣の大関高増を黒羽に大田原晴清を大田原に封じ、那須氏には僅か福原のみを与えた。宇都宮国綱は独りその旧封である18万7千余石を全うしたが、慶長2年に罪を蒙むり、其の封は蒲生秀行が賜わった。慶長6年、徳川氏は秀行を会津に移し、奥平家昌が代わって治めた。また数姓が交互に封じられた後、宝永年間に戸田忠真を封じた。戸田氏は後に島原に転封され、その曾孫である戸田忠寛が返り咲きで封じられた。その余封を受けたのが烏山（初めは松下重綱、大久保常春〉・壬生〈初め日根野正吉、後に鳥居忠英）・足利（戸田忠利）・佐野（堀田正敦）・吹上（有馬氏郁）、最後に戸田氏の支族である忠至を高徳に封じた（後、下総国の曾我野に移した〉。9藩が王政革新、日光県を置き、既に皆改めて県としまた廃して、橡木と宇都宮に県を置き、また宇都宮を廃して橡木に併合した。

### 近代以降の沿革
- 「旧高旧領取調帳」に記載されている明治初年時点での国内の支配は以下の通り（1,419村・765,763石2斗5升）。幕府領は真岡代官所が管轄。太字は当該郡内に藩庁が所在。国名のあるものは飛地領。
  - 都賀郡（391村・222,766石7斗5升） - 幕府領、旗本領、宇都宮藩、壬生藩、足利藩、大田原藩、高徳藩、吹上藩、喜連川藩、出羽久保田藩、上野館林藩、常陸下妻藩、下総古河藩、下総結城藩、下総関宿藩、下総佐倉藩、下総多古藩、武蔵金沢藩、対馬府中藩、日光領
  - 寒川郡（13村・8,960石余） - 下総古河藩
  - 安蘇郡（64村・65,576石余） - 幕府領、旗本領、佐野藩、上野前橋藩、上野館林藩、下総古河藩、武蔵金沢藩、近江彦根藩、対馬府中藩、三河西端藩、土佐高知新田藩、日光領
  - 梁田郡（29村・14,191石余） - 旗本領、足利藩、下総古河藩、美濃高富藩
  - 足利郡（46村・32,747石余） - 幕府領、旗本領、足利藩、上野前橋藩、下総古河藩、美濃高富藩、河内丹南藩
  - 河内郡（234村・110,068石余） - 幕府領、旗本領、宇都宮藩、高徳藩、吹上藩、出羽久保田藩、下総関宿藩、下総多古藩、日光領
  - 芳賀郡（195村・134,972石余） - 幕府領、旗本領、一橋徳川家、宇都宮藩、烏山藩、黒羽藩、大田原藩、吹上藩、喜連川藩、常陸谷田部藩、下総結城藩
  - 那須郡（296村・120,895石余） - 幕府領、旗本領、烏山藩、黒羽藩、大田原藩、常陸水戸藩
  - 塩谷郡（151村・55,582石余） - 幕府領、旗本領、一橋徳川家、宇都宮藩、大田原藩、高徳藩、喜連川藩、陸奥会津藩、下総佐倉藩、日光領
- 慶応4年
  - 5月24日（1868年7月13日） - 一橋徳川家が立藩して一橋藩となる。
  - 6月4日（1868年7月23日） - 佐賀藩士の鍋島道太郎が真岡知県事に就任。幕府領・旗本領を管轄。
  - 8月 - 日光奉行が管轄する日光領を収公。
- 明治元年12月7日（1869年1月19日） - 会津藩が改易となり、領地が真岡知県事の管轄となる。
- 明治2年
  - 2月15日（1869年3月27日） - 真岡知県事が日光県に改称。
  - 6月23日（1869年7月31日） - 金沢藩が任知藩事にともない六浦藩に改称。
  - 8月7日（1869年9月12日） - 府中藩が任知藩事にともない厳原藩に改称。
  - 12月26日（1870年1月27日） - 一橋藩が廃藩となり、領地を日光県に編入（時期は不明）。
- 明治初年
  - 足利藩の領地替えにより、都賀郡・足利郡の一部の領地が日光県の管轄、足利郡の幕府領・旗本領の各一部および梁田郡の旗本領の一部が足利藩の管轄となる。
  - 館林藩の領地替えにより、都賀郡および安蘇郡の一部の領地が日光県の管轄、梁田郡のほぼ全域が館林藩の管轄となる。
  - 前橋藩の領地替えにより、安蘇郡の領地の一部が日光県の管轄となる。
  - 古河藩の領地替えにより、都賀郡の旗本領の一部が古河藩の管轄となる。
  - 高知新田藩の領地替えにより、安蘇郡の飛地領が日光県の管轄となる。
  - 厳原藩の領地替えにより、都賀郡・安蘇郡の飛地領が日光県の管轄となる。
- 1870年（明治3年） 
  - 3月19日（1870年4月19日） - 高徳藩が転封となり、領地を日光県に編入。
  - 7月17日（1870年8月13日） - 喜連川藩が廃藩となり、領地を日光県に編入。
- 1871年（明治4年）
  - 1月13日（1871年3月3日） - 久保田藩が秋田藩に改称。
  - 2月8日（1871年3月28日） - 谷田部藩が藩庁を移転して茂木藩となる。
  - 7月14日（1871年8月29日） - 廃藩置県により藩領が宇都宮県、烏山県、壬生県、黒羽県、茂木県、佐野県、大田原県、足利県、吹上県および秋田県、水戸県、前橋県、館林県、結城県、古河県、関宿県、佐倉県、多古県、六浦県、西端県、高富県、彦根県、丹南県の飛地となる。
  - 10月28日（1871年12月10日） - 第1次府県統合により群馬県（第1次）が発足し、前橋県・館林県の飛地を管轄。
  - 11月14日（1871年12月25日） - 第1次府県統合により、都賀郡・寒川郡・安蘇郡・足利郡・梁田郡が栃木県、那須郡・塩谷郡・芳賀郡・河内郡が宇都宮県の管轄となる。それぞれ栃木町、宇都宮連雀町に県庁を設置。
- 明治6年（1873年）6月15日 - 宇都宮県が栃木県に合併。
- 昭和34年（1959年）1月1日 - 足利郡菱村が群馬県桐生市に編入（越境合併）。
- 昭和43年（1968年）4月1日 - 安蘇郡田沼町の一部（大字飛駒の一部）が群馬県桐生市に編入（越境合併）。現在に至る。

## 国内の施設

### 国府

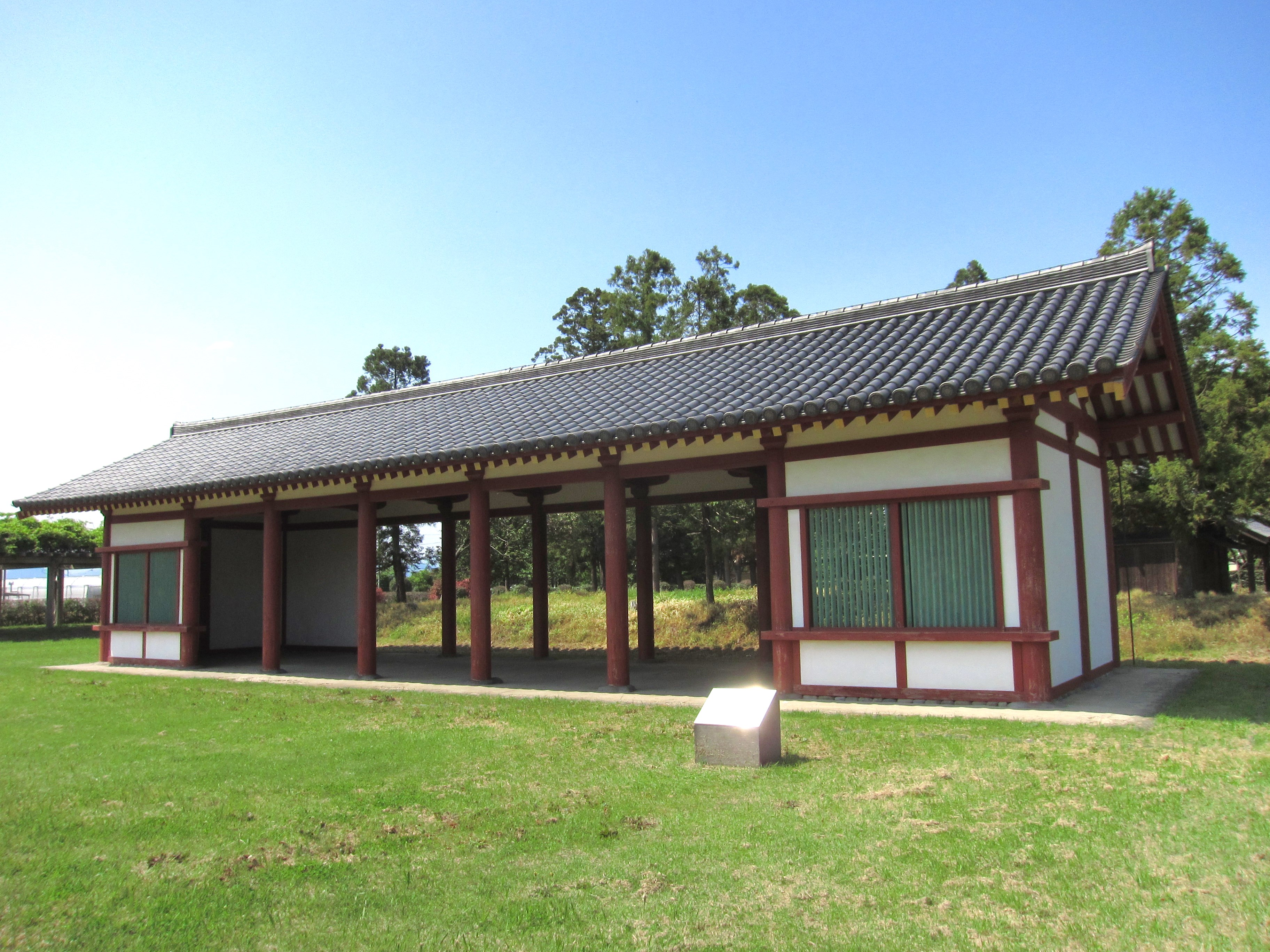
下野国庁跡（栃木市）

『和名抄』（平安時代中期）では、国府は都賀郡にあるとする。次の遺構が見つかっている。
- 下野国庁跡 （栃木市田村町宮ノ辺、北緯36度22分47.66秒 東経139度47分06.64秒 / 北緯36.3799056度 東経139.7851778度）
国の史跡。調査は昭和51年（1976年）から始まり、4年目に現在の栃木市田村町の宮目（みやのめ）神社周辺で政庁跡とされる遺跡が発見された。この調査の結果、政庁は約90メートル四方の範囲を塀によって区画され、8世紀前半から10世紀初期まで機能していたと推定されている。

### 国分寺・国分尼寺
- 下野国分寺跡 （下野市国分寺、北緯36度23分06.21秒 東経139度48分21.95秒 / 北緯36.3850583度 東経139.8060972度）
国の史跡。東大寺式伽藍配置で、寺域は東西413メートル・南北457メートル。伽藍跡地の北東方に後継の瑠璃光山東方院国分寺（本尊：薬師如来）が立つ。

- 下野国分尼寺跡 （下野市国分寺、北緯36度23分06.98秒 東経139度48分44.73秒 / 北緯36.3852722度 東経139.8124250度）
国の史跡。国分寺跡東方600メートルに所在。東大寺式伽藍配置で、推定寺域は東西145メートル・南北470メートル。後継寺院はない。

### 神社
延喜式内社
『延喜式神名帳』には、大社1座1社・小社11座11社の計12座12社が記載されている（「下野国の式内社一覧」参照）。大社1社は以下に示すもので、名神大社である。
- 河内郡 二荒山神社
  - 比定論社：二荒山神社（宇都宮二荒山神社） （宇都宮市馬場通り）
  - 比定論社：二荒山神社（日光二荒山神社） （日光市内に3宮）

総社・一宮
『中世諸国一宮制の基礎的研究』に基づく一宮の一覧。
- 総社：大神神社 （栃木市惣社町、北緯36度24分21.30秒 東経139度46分55.76秒 / 北緯36.4059167度 東経139.7821556度）
- 一宮：次の2社が一宮を称する（「二荒山神社」参照）。
  - 二荒山神社（宇都宮二荒山神社） （宇都宮市馬場通り、北緯36度33分45秒 東経139度53分9秒 / 北緯36.56250度 東経139.88583度）
  - 二荒山神社（日光二荒山神社） （日光市内に3宮、北緯36度45分30.82秒 東経139度35分47.03秒 / 北緯36.7585611度 東経139.5963972度）

### 安国寺利生塔
- 安国寺：医王山安国寺 （下野市薬師寺） - 真言宗智山派、本尊：薬師如来。利生塔の候補でもある。

## 地域

### 領域
明治維新直前の領域は、現在の足利市の一部（南大町・里矢場町・新宿町・藤本町・荒金町）を除く栃木県の全域と、群馬県桐生市の一部（菱町の全域および梅田町四・五丁目の一部）に相当する。
かつて栃木県は下野国と完全に同一の領域であったが、1959年（昭和34年）に足利郡菱村が、1968年（昭和43年）に安蘇郡田沼町の入飛駒地区がいずれも群馬県（旧上野国）桐生市に越境合併。また、1960年（昭和35年）に群馬県山田郡矢場川村の一部が足利市に編入された結果、下野国と完全には一致しなくなっている。栃木県の方が下野国よりわずかに面積が小さくなっている。

### 郡
- 足利郡
- 梁田郡
- 安蘇郡
- 都賀郡
- 寒川郡
- 河内郡
- 芳賀郡
- 塩谷郡
- 那須郡

### 人口
- 1721年（享保6年） - 56万0020人
- 1750年（寛延3年） - 55万4261人
- 1756年（宝暦6年） - 53万3343人
- 1786年（天明6年） - 43万4797人
- 1792年（寛政4年） - 40万4818人
- 1798年（寛政10年）- 41万3337人
- 1804年（文化元年）- 40万4495人
- 1822年（文政5年） - 39万5045人
- 1828年（文政11年）- 37万5957人
- 1834年（天保5年） - 34万2260人
- 1840年（天保11年）- 36万7654人
- 1846年（弘化3年） - 37万8665人
- 1872年（明治5年） - 49万8520人

内閣統計局・編、速水融・復刻版監修解題、『国勢調査以前日本人口統計集成』巻1（1992年）及び別巻1（1993年）、東洋書林。

## 人物

### 国司

#### 下野守
- 多治比廣成（708年〈和銅元年〉3月12日） 従五位下 〔続日本紀〕[17]
- 伊吉古麻呂（732年〈天平4年〉10月17日） 従五位上 〔続日本紀〕[17]
- 秦大魚（746年〈天平18年〉9月1日） 従五位下 〔続日本紀〕[17]
- 巨勢君成 （748年 〈天平20年〉3月12日） 従五位下 〔続日本紀〕[17]
- 小野小贄（752年〈天平勝宝4年〉11月3日） 従五位下 〔続日本紀〕[17]
- 石川名足（761年〈天平宝字5年〉1月16日） 従五位下 〔続日本紀〕[17]
- 日下部子麻呂（763年〈天平宝字7年〉1月9日） 正五位上 〔続日本紀〕
- 佐伯三野（767年〈神護景雲元年〉3月20日） 従五位下 〔続日本紀〕[17]
- 佐伯伊多智（771年〈宝亀2年〉閏3月1日） 従四位上 中衛中将 〔続日本紀〕[17]
- 大中臣宿奈麻呂（774年〈宝亀5年〉3月5日） 従五位下 〔続日本紀〕 [17]
- 大中臣諸魚（779年〈宝亀10年〉2月23日） 従五位下衛門佐 〔続日本紀〕[17]
- 文室高嶋（782年〈延暦元年〉閏1月17日） 従五位上 〔続日本紀〕[17]
- 佐伯葛城（787年〈延暦6年〉2月25日） 従五位下 民部少輔 征東副将軍 〔続日本紀〕
- 安倍弟当（789年〈延暦8年〉9月12日） 従五位上 左少弁 〔続日本紀〕
- 百済王俊哲（791年〈延暦10年〉1月22日～同年7月13日） 正五位上〔続日本紀〕
- 百済王俊哲（再任：791年〈延暦10年〉9月22日～795年〈延暦14年〉8月7日卒去） 正五位上、後に従四位上、陸奥鎮守将軍〔続日本紀〕
- 巨勢野足（796年〈延暦15年〉10月27日） 正五位下 〔日本後紀〕
- 大伴是成（799年〈延暦18年〉9月10日） 従五位上 近衛少将 〔日本後紀〕
- 巨勢野足（804年〈延暦23年〉1月24日） 従四位下 中衛少将 左衛士督 左兵衛督 〔日本後紀〕
- 藤原友人（806年〈大同年初〉頃） 〔日本紀略、類聚国史〕
- 賀陽豊年（808年〈大同3年〉5月14日） 従四位下 式部大輔 〔日本後紀〕
- 百済王教俊（809年〈大同4年〉1月16日） 従五位下 〔日本後紀〕
- 藤原道継（812年〈弘仁3年〉1月12日） 正五位下 〔日本後紀〕
- 春原五百枝（815年〈弘仁6年〉1月14日） 従三位 右兵衛督 〔日本後紀〕
- 藤原常嗣（823年〈弘仁14年〉） 従五位下 春宮亮〔続日本後紀〕
- 橘常主（825年〈天長2年〉～826年〈天長3年〉6月2日卒） 従四位下 参議弾正大弼〔日本後紀、日本紀略〕
- 藤原常嗣（再任：832年〈天長9年〉） 従四位上 参議 勘解由長官 右大弁 後に近江権守を兼務〔続日本後紀〕
- 永野王（839年〈承和6年〉2月18日） 正五位下〔続日本後紀〕
- 安倍安仁（843年〈承和10年〉頃～ 847年〈承和14年〉） 正四位下 参議 弾正大弼 春宮大夫 右大弁後に左大弁〔続日本後紀、日本三代実録〕
- 藤原助（847年〈承和14年〉1月12日～ ） 従四位上 参議 弾正大弼 治部卿 左兵衛督 摂津国田使長官〔続日本後紀〕
- 伴善男（849年〈嘉祥2年〉～ 851年〈仁寿元年〉1月12日） 従四位下、後に従四位上 参議 右大弁 右衛門督 式部大輔 中宮大夫〔続日本後紀、日本三代実録〕
- 南淵永河（851年〈仁寿元年〉1月12日） 正四位下〔文徳天皇実録〕
- 藤原貞守（854年〈斉衡元年〉1月16日） 従四位下後に従四位上 参議 右大弁〔文徳天皇実録〕
- 橘永範（権守：856年〈斉衡3年）2月8日） 従五位上〔文徳天皇実録〕
- 豊江王（858年〈天安2年〉1月16日～11月25日） 正四位下 山作司を兼務〔日本三代実録〕
- 清原長田（858年〈天安2年〉11月25日） 散位従四位上〔日本三代実録〕
- 藤原三藤（860年〈貞観2年〉11月27日） 従五位上 陰陽頭〔日本三代実録〕
- 基棟王（権守、後に守：861年〈貞観3年〉1月13日～863年〈貞観5年〉2月10日） 散位従四位上〔日本三代実録〕
- 棟氏王（861年〈貞観3年〉1月 ～ 863年〈貞観5年〉1月22日卒） 散位従四位下〔日本三代実録〕
- 伴河男（863年〈貞観5年〉2月10日） 従五位下〔日本三代実録〕
- 棟貞王（864年〈貞観6年〉1月16日～865年〈貞観7年〉1月27日） 従四位下〔日本三代実録〕
- 橘忠宗（865年〈貞観7年〉1月27日～865年〈貞観7年〉5月16日） 従五位下 治部少輔〔日本三代実録〕
- 利基王（権守：865年〈貞観7年〉5月16日） 従四位上〔日本三代実録〕
- 眞内王（権守：866年〈貞観8年〉2月13日） 散位従四位上〔日本三代実録〕
- 紀本道（866年〈貞観8年〉11月29日） 散位従五位下〔日本三代実録〕
- 紀有常（権守：867年〈貞観9年〉2月11日） 従五位上 刑部権大輔〔日本三代実録〕
- 南淵弘貞（877年〈元慶元年〉頃） 従三位 参議 刑部卿〔日本三代実録〕
- 小野俊生（879年〈元慶3年〉頃） 従五位上〔日本三代実録〕
- 源道（885年〈仁和元年〉頃～886年〈仁和2年〉2月21日） 従五位下〔日本三代実録〕
- 藤原有象（？）鎮守府将軍 〔尊卑分脈〕
- 藤原秀郷（940年〈天慶3年〉～ ） 従四位下 武蔵守・鎮守府将軍
- 平兼任（？）〔尊卑分脈〕
- 源満頼（？）従五位下 〔尊卑分脈〕
- 源満快（？）〔尊卑分脈〕
- 源満仲（985年〈永観3年〉頃）〔尊卑分脈〕
- 平維衡（998年〈長徳4年〉～1006年〈寛弘3年〉） 〔日本外史〕現地には赴任せず。
- 源政孝
- 源頼信（？）
- 源頼光（？）〔尊卑分脈〕
- 源頼義（1050年〈永承5年〉頃）
- 源頼資（～1062年〈康平5年〉頃）〔尊卑分脈、扶桑略記、百錬抄〕
- 源頼綱（？）〔尊卑分脈〕
- 源仲政（？）〔尊卑分脈〕
- 源義家（1070年〈延久2年〉～1075年〈承保2年〉）従五位下
- 源義綱（？）〔新拾遺集〕
- 源経兼（1098年〈承徳2年〉～ ）〔袋草紙、十訓抄〕
- 源明国（1111年〈天永2年〉） 従五位下 〔尊卑分脈〕
- 源為義（1142年〈永治2年〉頃）
- 源義朝（1153年〈仁平3年〉～1159年〈平治元年〉12月10日）従五位下 右馬助 右馬権頭 左馬権頭
- 源季広（1185年〈治承元年〉）正五位下 〔千載和歌集〕
- 藤原行房（？）〔吾妻鏡〕
- 藤原行長（？）〔尊卑分脈（吉川弘文館、1958年）第2篇、113頁〕
- 源頼氏（～1219年〈承久元年〉）
- 小山朝政（？）従五位下
- 宇都宮泰綱（1238年〈嘉禎4年〉～ ）正五位下 美濃守護。
- 宇都宮景綱
- 宇都宮貞綱 従五位上
- 宇都宮氏綱 下野守護・上野守護・越後守護。
- 宇都宮基綱 下野守護。
- 宇都宮満綱
- 宇都宮等綱
- 宇都宮明綱
- 宇都宮正綱 下野守護。
- 源教春
- 曾根逆修（1485年〈文明17年〉頃）
- 宇都宮成綱 下野守護。
- 宇都宮忠綱
- 宇都宮興綱
- 源経家（1541年〈天文10年〉頃）
- 宇都宮尚綱
- 南部宗秀
- 宇都宮広綱
- 宇都宮国綱
- 宇都宮隆綱
- 牧長義
- 織田信清

#### 下野介
- 弓削薩摩 （員外介：764年〈天平宝字8年〉10月28日） 従五位下〔続日本紀〕
- 縣内麻呂（767年〈神護景雲元年〉3月20日） 従五位下〔続日本紀〕
- 当麻王（769年〈神護景雲3年〉6月9日） 少納言従五位下〔続日本紀〕
- 桑原王 （員外介：770年〈宝亀元年〉8月22日） 従五位下〔続日本紀〕
- 下毛野根麻呂（774年〈宝亀5年〉4月24日） 外従五位下〔続日本紀〕
- 大伴人足（778年〈宝亀9年〉2月4日） 従五位下〔続日本紀〕
- 久米眞上（779年〈宝亀10年〉2月23日） 外従五位下〔続日本紀〕
- 石川美奈伎麻呂（781年〈天応元年〉4月8日） 従五位下〔続日本紀〕
- 伊勢水通（782年〈延暦元年〉8月25日） 外従五位下〔続日本紀〕
- 和國守（785年〈延暦4年〉1月15日） 従五位下〔続日本紀〕
- 高原源（789年〈延暦8年〉頃） 外従五位下〔続日本紀、日本後紀〕
- 百済王教俊（799年〈延暦18年〉9月10日） 従五位下〔日本後紀〕
- 大中臣常麻呂（804年〈延暦23年〉1月24日） 従五位下〔日本後紀〕
- 安倍清継（808年〈大同3年〉11月27日） 従五位下 〔日本後紀〕
- 紀百継（810年）〈弘仁元年〉頃 従五位下 少将 〔日本後紀〕
- 安倍豊柄（812年〈弘仁3年〉1月12日） 従五位下 〔日本後紀〕
- 良岑木連（831年〈天長8年〉1月） 従五位下 式部少輔〔続日本後紀〕
- 浄野二腹（838年〈承和5年〉1月13日） 従五位下〔続日本後紀〕
- 高階岑緒（846年〈承和13年〉1月13日） 従五位下〔続日本後紀〕
- 小野興道（権介：846年〈承和13年〉2月29日） 従五位下 陸奥守〔続日本後紀〕
- 都長近人（権介：846年〈承和13年〉9月14日） 従五位下 陸奥守〔続日本後紀〕
- 藤原北雄（850年〈嘉祥3年〉1月15日） 従五位下〔続日本後紀〕
- 伴三宗（権介：851年〈仁寿元年〉2月21日） 従五位下 鎮守将軍〔文徳天皇実録〕
- 橘永範（852年〈仁寿2年〉8月22日） 従五位下〔文徳天皇実録〕
- 文室道世（権介、後に介：855年〈斉衡2年〉1月15日） 従五位下、後に従五位上〔文徳天皇実録〕
- 安倍安正（857年〈天安元年〉1月14日） 従五位下〔文徳天皇実録〕
- 多治比河雄（権介：857年〈天安元年〉1月14日） 従五位下〔文徳天皇実録〕
- 伴河男（861年〈貞観3年〉1月13日～863年〈貞観5年〉2月10日） 従五位下、後に従五位上〔日本三代実録〕
- 坂上岑雄（863年〈貞観5年〉2月10日） 従五位下〔日本三代実録〕
- 長田利世（867年〈貞観9年〉1月12日） 外従五位下〔日本三代実録〕
- 紀安雄（869年〈貞観11年〉） 従五位下 勘解由次官〔日本三代実録〕
- 多米弟益（権介：869年〈貞観11年〉2月16日） 散位外従五位下〔日本三代実録〕
- 高階令範（権介：872年〈貞観14年〉5月24日） 従五位下 遣兵部少輔〔日本三代実録〕
- 秦永原（権介：883年〈元慶年〉頃） 〔日本三代実録〕
- 山口連松（886年〈仁和2年〉1月16日） 散位従五位下〔日本三代実録〕
- 巨勢御津（886年〈仁和2年〉6月19日） 従五位下〔日本三代実録〕
- 源経基（？）〔尊卑文脈〕
- 布留今道
- 平良兼

#### 下野掾
- 嶋田清田（権掾：827年〈天長4年〉～829年〈天長6年〉1月頃） 正六位上 大外記〔日本後紀、文徳天皇実録〕
- 良岑清風（838年〈承和5年〉～842年〈承和9年〉） 正六位上〔日本三代実録〕
- 紀春常（権掾：842年〈承和9年〉7月26日） 正七位上〔続日本紀〕
- 雀部茂世（権少掾：879年〈元慶3年〉頃） 従七位下〔日本三代実録〕

#### 下野目
- 阿刀祢守（大目：864年〈貞観6年〉8月8日） 正七位上〔日本三代実録〕

### 守護

#### 鎌倉幕府
- ？～？ - 小山朝政
- ？～？ - 小山朝長
- ？～？ - 小山長村
- ？～？ - 小山時長
- ？～？ - 小山宗長
- ？～？ - 小山貞朝
- 1332年～1333年 - 小山秀朝

#### 室町幕府
- 1334年～1335年 - 小山秀朝
- 1336年～1346年 - 小山朝氏
- 1346年～？ - 小山氏政
- 1348年～1351年 - 高師直
- 1351年～？ - 高階氏
- 1352年～1352年 - 仁木頼兼
- 1352年～1363年 - 宇都宮氏綱
- 1363年～1366年 - 宇都宮基綱
- 1366年～1380年 - 小山義政
- 1381年～1386年 - 上杉憲方（もしくは木戸法季）
- 1387年～1430年 - 結城基光
- 1441年～1471年 - 小山持政
- ？～？ - 宇都宮正綱
- ？～？ - 宇都宮成綱

## 鉄道駅での読み方
国鉄時代は、下野○○と書いて「しもずけ○○○○」と呼ばせる駅名が県内に存在した。平成に入り、それらの駅はすべて「しもつけ○○○○」と読み方を変更された。
- 下野○○と書いて「しもずけ○○○○」と呼ばれた主な駅
  - 日光線下野大沢駅：1929年（昭和4年）11月1日より1990年（平成2年）11月30日まではしもずけおおさわと呼ばれた
  - 烏山線下野花岡駅：1934年（昭和9年）8月15日より1990年（平成2年）11月30日まではしもずけはなおかと呼ばれた